# Pomnik Barykada Września

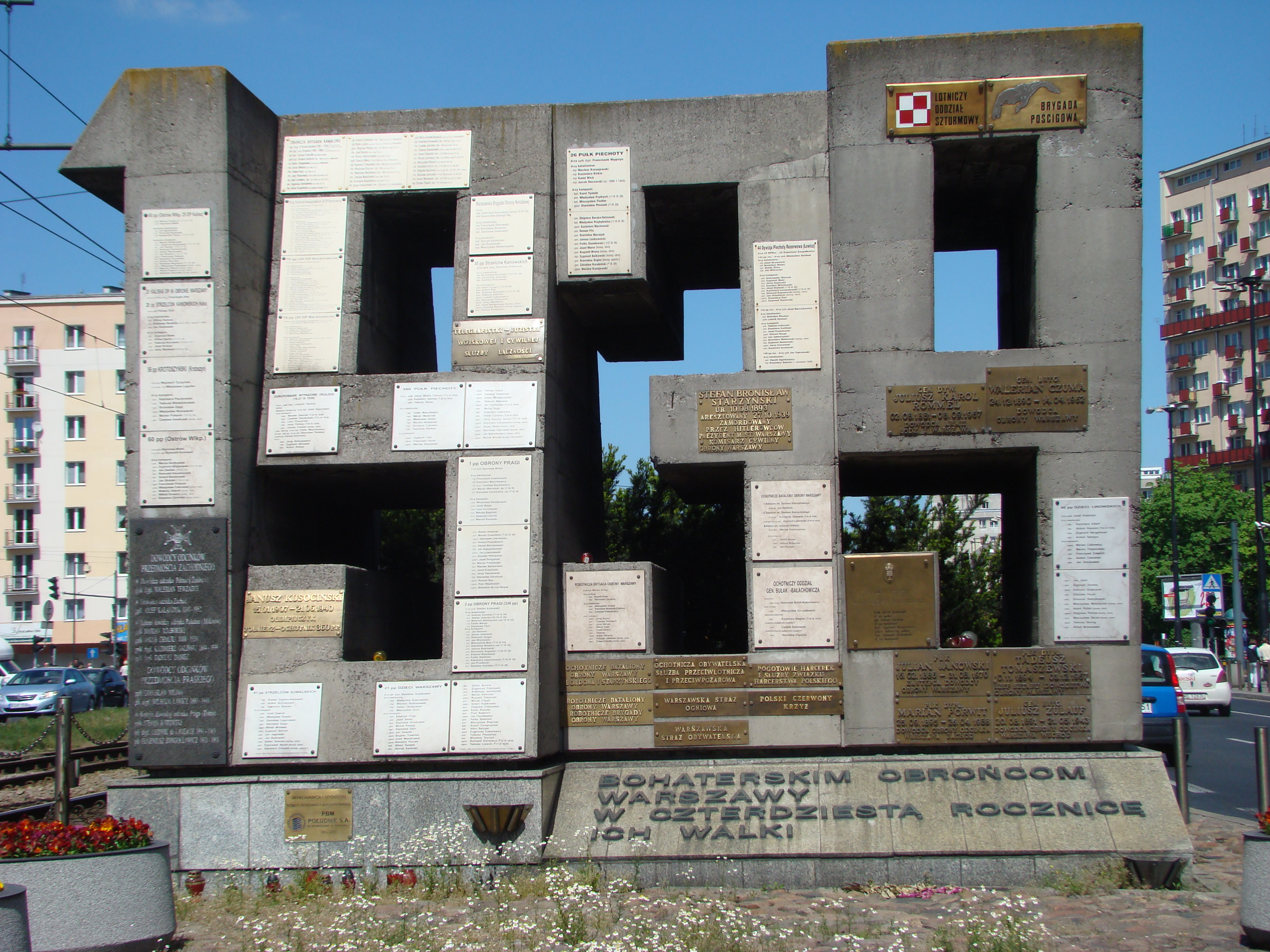
Pomnik (część środkowa)

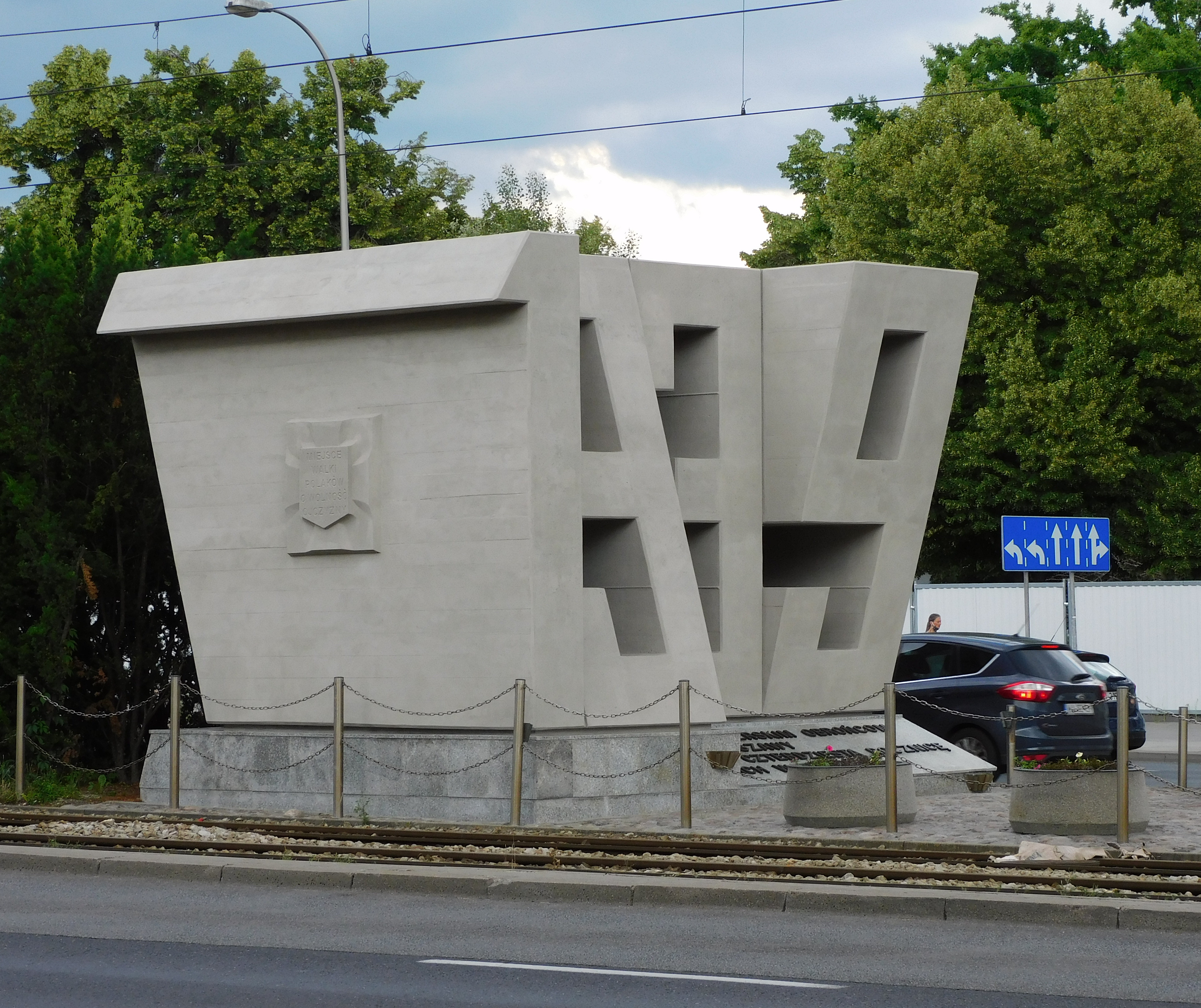
Część środkowa po renowacji (2020)

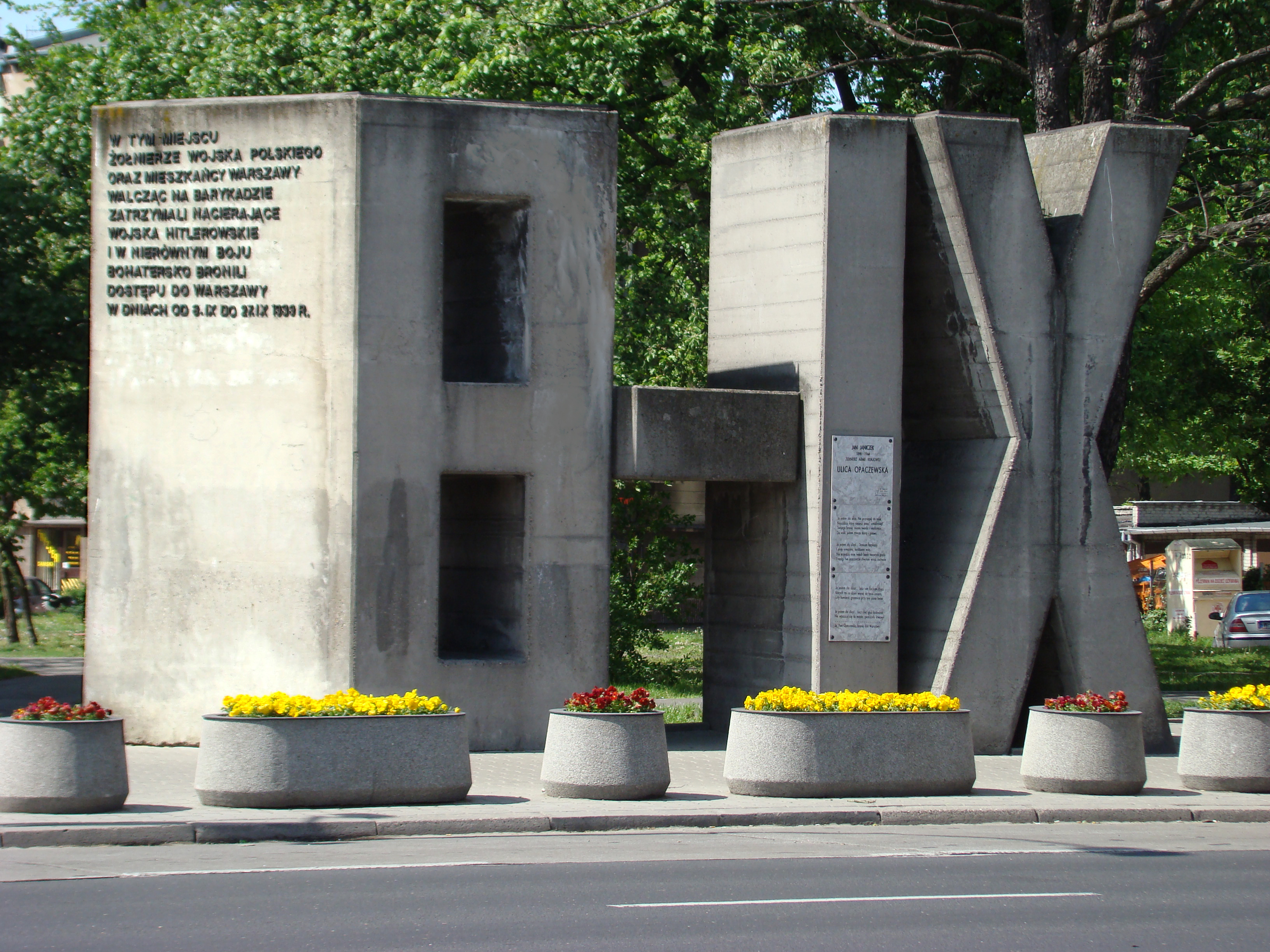
Pomnik (część lewa)

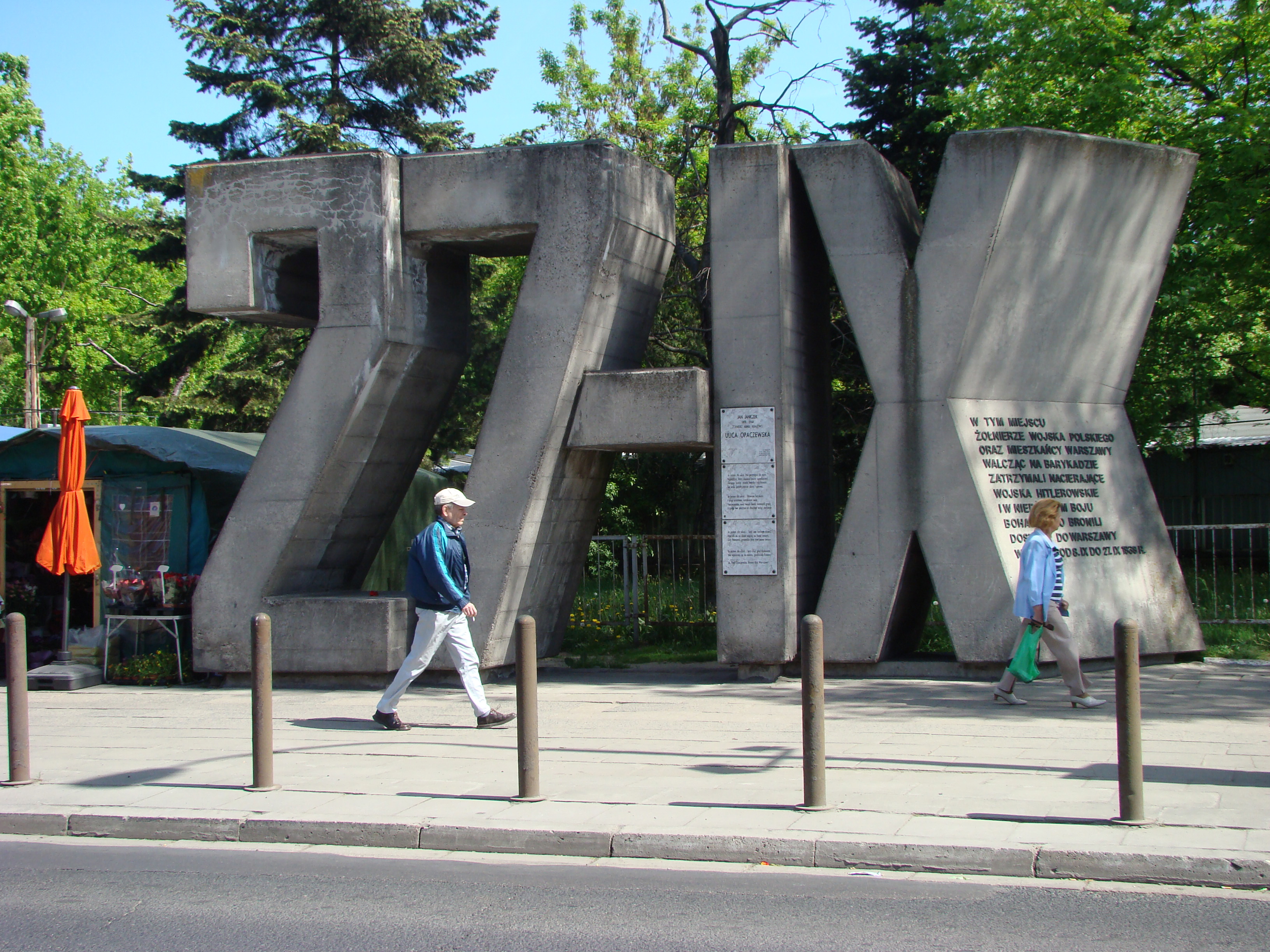
Pomnik (część prawa)

Pomnik Barykada Września – pomnik według projektu Juliana Pałki, znajdujący się w Warszawie w pobliżu skrzyżowania ul. Grójeckiej z ulicami Stefana Banacha i Bitwy Warszawskiej 1920 r., na wprost wylotu ul. Opaczewskiej.

## Opis
Pomnik został odsłonięty 12 września 1979, w czasie obchodów 40. rocznicy obrony Warszawy. Wykonany z surowego betonu monolitycznego w postaci trzech brył, ustawionych w poprzek ul. Grójeckiej, w miejscu historycznej barykady. Bryły tworzą olbrzymie cyfry odpowiadające datom: po lewej 8.IX – data budowy barykady, pośrodku 1939 – rok obrony Warszawy, po prawej 27.IX – data zawieszenia broni. Dwie boczne bryły są ustawione równolegle do osi ul. Grójeckiej, środkowa bryła - prostopadle do osi. Pomnik jest skierowany na południe i jest widoczny zwłaszcza dla kierowców wjeżdżających ulicą Grójecką do Warszawy. Na pomniku, szczególnie na jego środkowej części, umieszczono ponad 40 tablic pamiątkowych, nieprzewidzianych w projekcie. 
Za środkową częścią pomnika jest roślinność dodana w tym miejscu dopiero po wielu latach, która zasłania rzeźbę przedstawiającą rok obrony Warszawy od strony centrum miasta. Roślinność nie była przewidziana w oryginalnym projekcie pomnika, który miał być pomnikiem trójwymiarowym i przeznaczonym do oglądania ze wszystkich stron. Wysokie krzewy zaburzają kompozycję plastyczną pomnika poprzez nieuzasadnione zasłonięcie środkowej części obiektu na osi widokowej od strony centrum miasta. Pozostałe czyli boczne części pomnika także mają z tyłu roślinność, ale była ona tam już od początku i nie ma tam żadnych osi widokowych.
W 2020 roku wykonano odnowienie pomnika, usuwając przy okazji tablice pamiątkowe.
W sąsiedztwie pomnika rośnie Topola Obrońców, będąca pomnikiem przyrody.